# 나카마루 유이치
나카마루 유이치(일본어: 中丸 雄一, 1983년 9월 4일 ~ )는 일본의 가수, 배우이며, 남성 아이돌 그룹 KAT-TUN의 최연장자이다.
도쿄도 출신. STARTO ENTERTAINMENT 소속.

## 참가 유닛
- B.B.A.
- M.A.D.
- B.B.D.
- KAT-TUN
- 토시오토코 유닛

## 내력
1998년 11월 8일에 쟈니즈 사무소 입소.
2006년 3월 22일에 KAT-TUN으로서 데뷔.
2008년 4월, 와세다 대학 인간 과학부 e스쿨(통신 교육 과정) 인간 환경 과학과에 입학. 2013년 3월, 졸업.
2009년에 《RESCUE~특별고도구조대》로 드라마 첫 주연.

### 인물·에피소드
- 랩 가사를 쓸 때에는 〈YUCCI〉 명의를 이용한다.
- 극도의 고소공포증으로, 〈카툰 KAT-TUN〉의 로케에서는 번지 점프대로부터 일절 뛰어 내리려고 하지 않았다.
- 개를 2마리 기르고 있다. 견종은 닥스훈트의 와이어로 이름은 미스터와 초콜릿. 공식 휴대 사이트의 연재에 자주 애견의 사진이 게재되고 있다.
- 여동생이 2명 있기 때문에, 성격이 약간 여성적이고, 본인 가라사대 〈늦됨〉이다.
- 아버지는, 경찰관이다.
- 상처를 입고, 조금 피가 나온 것만으로 〈출혈 다량으로 죽는다!〉라고 떠든다.
- 모하메드 개미라는 이름의 개미를 기르고 있다.
- KAT-TUN 내에서는 최연장으로, 콘서트 등에서는 진행 역이 많다.
- 토마스 에디슨의 〈천재는 1%의 재능과 99%의 노력으로부터 완성된다〉라고 하는 말을 좋아한다.
- 긴장하면 집게 손가락으로 코를 손대거나 뺨을 손으로 가리는 행동을 한다.
- 2009년 5월 15일부터 22일까지 도쿄 돔에서 행해진 콘서트 〈Break the Recoads〉에서 연속 8일간 매일 번지라고 하는 기획을 실시했지만, 20m 날 수 있던 것은 마지막 날만(10m는 2회 날고 있다).
- 뮤직 스테이션에서 아이돌답지 못하다는 멤버들의 성화에, 타모리에 윙크 한다고 약속했지만 하지 못하고, 다음주에 동 프로그램에서 어색한 윙크를 피로했다.
- 콘서트의 MC로 〈각자 부담 캐릭터〉라고 불린다.
- 〈(자신은) 어느 쪽일까하고 말하면, 뭇츠리(말수가 적고 뚱한 모양)〉라고 발언[2].
- 밀크레이프와 오뎅을 좋아하고, 커피와 완두콩을 싫어한다.
- 의외로 달콤한 것(스위츠)를 좋아해서 케이크, 푸딩 등에 거부감이 없다. 오히려 굉장히 좋아하는 정도.
- 어렸을 때 엄한 아버지의 영향으로 불량 식품이나 탄산 음료를 일체 먹을 수 없었기에, 오히려 어른이 된 이후로는 탄산 음료에 푹 빠져 살고 있다.
- 집의 냉장고에 항상 들어있는 필수 아이템 중의 하나는 물도 차도 아니라 탄산 음료.
- 친구:아카니시 진, 우에다 타츠야 - 개인적으로 친하다
- KAT-TUN 멤버 중에서는 유일하게 아카니시 진 하고는 친한 멤버이다.
- 나카마루를 좋아하는 사람:카메나시 카즈야
- 같은 그룹 멤버인 우에다 타츠야와는 사이가 좋고 개인적으로도 만날정도로 친하고 똑같이 매운거를 못먹기도 하다.
- 유일한 동갑인 우에다 타츠야가 낯가림이 심하지만 나카마루가 다가가서 말걸어서 친하게 지낸다.
- 방송이나 뮤비나 실제로 보면 나카마루 유이치는 동갑내기 친구인 우에다 타츠야와 붙어있는 장면을 볼 수 있다. 나카마루 유이치는 실제로도 우에다 타츠야에게 장난을 치지 않는다. 서로의 진짜친구라는 것을 알수가 있다

### 특기·자격
- 특기는 휴먼 비트 박스(보이스 퍼커션), 일러스트 그리기 등. 2006년 《24시간 TV》의 T셔츠 디자인도 다루어, 공식 휴대 사이트의 〈나카마루의 페이지〉의 캐릭터 〈저 녀석(あいつ)〉을 만들어 냈다. 서도 초단·연필 초단·위험물 취급의 자격을 소지하고 있다.

### 취미·기호
- 취미는 댄스. 장르에 관련되지 않고 좋은 테크닉을 자신의 댄스에 수중에 넣어 어레인지해, 콘서트 등의 실전에서 애드립으로 피로하는 일도 자주 있다. 그 중에서도 힙합을 자랑으로 여긴다.
- 액세서리 만들기에 흥미를 나타내 잡지 등에서도 매회 스스로 만든 액세서리를 하고 있다. 솔로 무대의 상품도 자신으로 모두 프로듀스했다.
- 《폭소 온에어 배틀》의 열광적 팬.
- 상당한 게이머로 특히 위닝 일레븐과 메탈 기어 솔리드를 아주 좋아하고 솔로 무대에서는 매일 게임의 이야기를 하고 있었다. 코나미에서 일하고 싶다고까지 말했다.
- R-One KAT-TUN에서 2009년의 “생일 프레젠트”로서 메탈 기어 솔리드의 솔리드·뱀을 연기하는 성우 오오츠카 아키오, 2010년에는 스기타 토모카즈보다 메시지를 받아, 매우 기뻐하고 있었다.
- GLAY의 팬.

## 출연

### 드라마

#### 연속 드라마
- 뽀이! (1999년 5월 ~ 6월, 닛폰 TV) - 하세베 준 역
- 스시 왕자! (2007년 7월 ~ 9월, TV 아사히) - 카와하라 타로 역
- RESCUE~특별고도구조대 (2009년 1월 ~ 3월, TBS) - 주연·키타지마 다이치 역
- 라스트 머니 -사랑의 가격- (2011년 9월 ~ 10월, NHK) - 오노 케이고 역
- 하야미 씨라고 불릴 날 (2012년 1월 ~ 3월, 후지 TV) - 하야미 카오루 역
- 주로 울고 있습니다 (2012년 7월 ~ 9월, 후지 TV) - 아카마츠 케이스케 역
- 오해받은 남자 (2013년 4월 ~ 6월, 후지 TV) - 야스 역
- 변신 인터뷰어의 우울 (2013년 10월 ~ 12월, TBS) - 주연·시라카와 지로/아오누마 리오 역
- 퍼스트 클래스 (2014년 4월 ~ 6월, 후지 TV) - 니시하라 이츠키 역
  - 퍼스트 클래스 제2기 최종화 (2014년 12월 24일)
- 형사 7인 최종화 (2015년 8월 12일, TV 아사히) - 마에다 나오키 역
- 99.9 -형사전문변호사- 최종화 (2016년 6월 29일, TBS) - 이시카와 요이치 역
- 마사지 탐정 죠 (2017년 4월 ~ 7월, TV 도쿄) - 주연·야부키하라 죠 역

#### 단편 드라마
- 후지 TV FNS 27시간 TV 내 스페셜 드라마 〈아버지〉 (2000년 7월 8일, 후지 TV)
- 김전일 소년 사건부 흡혈귀 전설 사건 (2005년 9월 24일, 닛폰 TV) - 나카네 역
- 무코다 구니코 탄생 80년 기념 스페셜 〈어머니의 선물〉 (2009년 9월 14일, TBS) - 와카모리 마사아키 역
- 한초~진난서 아즈미반~시리즈3 제10화 게스트 (2010년 9월 6일, TBS) - 소노다 시노부 역
- 다치타비 ~제1장 달 세뇨한 캠프 (2011년 10월 5일, 닛폰 TV) - 주연·타카마루 유이치 역
- 럭키 세븐 SP (2013년 1월 3일, 후지 TV) - 와쿠나가 역
- 일본·베트남 국교 수립 40주년 스페셜 드라마 〈The Partner~사랑스러운 백년의 벗에게~〉 (2013년 9월 29일, TBS) - 하타케야마 노리아키 역

### 영화
- 은막판 스시 왕자! ~뉴욕에 간다~ (2008년 4월 19일, 워너 엔터테인먼트 재팬) - 카와하라 타로 역

### 버라이어티·정보 프로그램
- YOU들! (2006년 10월 8일 ~ 2007년 9월 30일, 닛폰 TV)
- 도스페2 연예계 스시 잡학 왕자 결정전! (2008년 3월 15일, TV 아사히)
- KAT-TUN 나카마루가 간다! 홍콩 음식 엔터테인먼트 투어!! 세계 제일 “스시 왕자!”에의 길 (2008년 4월 13일, TV 아사히)
- 더 소년구락부 - (2006년 4월 ~ 2011년 3월, NHK BS 프리미엄) - MC
- 천재를 만든다! 갈릴레오 뇌연구 (2009년 11월 14일 ~ 2011년 8월 13일, TV 아사히)
- 슈이치 (2011년 4월 3일 ~ , 닛폰 TV) - 코멘테이터
- 세계 루트 탐험대 (2017년 5월 ~ 8월, TV 아사히) - MC
- 天才キッズ全員集合～君ならデキる!!～(2017년 10월 ~, TV 아사히) - MC

### 애니메이션
- 짱구는 못말려 〈스시 왕자다!〉 (2008년 4월 25일, TV 아사히) - 나카마루 군(본인) 역

### 라디오
- R-One KAT-TUN (분카 방송 《레코멘!》) - KAT-TUN 멤버 우에다 타츠야와 함께 방송
- KAT-TUN노 가쯩 (분카 방송 《레코멘!》)

### CM
- 미사와 홈
- 롯데
  - 소우(아이스크림)
  - 크런키 (2002년 ~ )
  - 플러스 X (2003년 ~ )
- 로토 제약
  - 모기타테 과실 (2005년, 2007년, 2008년)
  - 로트 C큐브 (2005년 ~ )
  - 세세라 (2006년)
- 스카이 퍼펙트·커뮤니케이션
  - SKY PerfecTV! (2006년)
  - 스카이 퍼펙트 커뮤니케이션! 안테나 매달려라 0엔 캠페인 (2006년)
- NTT 도코모
  - new 9 시리즈 (2006년)
  - FOMA903i (2006년)

### 무대
- 나카마루 군의 즐거운 시간 (2008년 8월 10일 ~ 8월 24일, 도쿄 글로브좌/8월 27일 ~ 9월 2일, 우메다 예술 극장 시어터·드라마 시티)
- 나카마루 군의 즐거운 시간2 (2017년 10월 27일 ~ 11월 18일, 도쿄 글로브좌/11월 21일 ~ 11월 25일, 우메다 예술 극장 시어터·드라마 시티)

## 솔로곡
- Understandable
- Shooting Star
- MY WEATHER
- key of life (KAT-TUN 2nd Album 《cartoon KAT-TUN II You》에 수록)
- SMACK (KAT-TUN 7th single 〈DON'T U EVER STOP〉 초회 한정반 3에 수록)
- Answer (KAT-TUN 12th Single 〈Going!〉 초회 한정반 2에 수록)
- WHITE WORLD (KAT-TUN 4th Album 《Break the Records -by you & for you-》에 수록)
- FILM (KAT-TUN 5th Album 《NO MORE PAIИ》에 수록)
- STEP BY STEP (KAT-TUN 6th Album 《CHAIN》에 수록)
- Snowflake (KAT-TUN 20th Single 〈EXPOSE〉 초회 한정반 2에 수록)
- クレセント / 크레센트 (KAT-TUN 8th Album 《come Here》에 수록)
- お疲れサンクス (마사지 탐정 죠 타이업)
- The Way

## 연재
- 〈나카마루의 페이지〉 공식 휴대 사이트 Johnny's Web